# Ernst Friedheim
Ernst Marcus Friedheim (geboren am 6. Oktober 1864 in Grevesmühlen; gestorben am 4. Mai 1919 in Altona) war ein deutscher Architekt, der hauptsächlich in Hamburg wirkte. Zu seinen bekanntesten Bauten zählen die Bornplatzsynagoge (gemeinsam mit Semmy Engel) und die benachbarte Talmud-Tora-Schule im Hamburger Grindelviertel.

## Leben
Ernst Friedheim wuchs in Grevesmühlen in Mecklenburg auf, wo seine Vorfahren 1813 als Schutzjuden den Namen Friedheim gewählt hatten. Die jüdische Gemeinde in Grevesmühlen nahm in der zweiten Hälfte des 19. Jahrhunderts stark ab. Die Familie von Ernst Friedheim zog nach Schwerin, wo er das Fridericianum besuchte. Im Herbst 1883 bestand Friedheim die Abitur-Prüfung. Friedheim studierte Architektur und wurde nach dem anschließenden Vorbereitungsdienst und dem bestandenen 2. Staatsexamen 1892 zum (königlich preußischen) Regierungsbaumeister (Assessor im Baufach) ernannt. 1893 zog Friedheim nach Hamburg, wo er 1897 der Deutsch-Israelitischen Gemeinde beitrat.
Friedheim beteiligte sich in Hamburg am Architekturwettbewerb für den Bau der Bornplatzsynagoge. Der Bau wurde schließlich in Kombination der beiden Wettbewerbsentwürfe von Semmy Engel und Friedheim ausgeführt und 1906 eingeweiht. 1908 erwarb Ernst Friedheim das Hamburger Bürgerrecht. Von 1909 bis 1911 entstand neben der Synagoge die Talmud-Tora-Schule nach Entwürfen von Friedheim. 1910 wurde die Synagoge in Emden nach Plänen Friedheims erweitert. Daneben existieren in Hamburg eine Reihe von Wohnhäusern und Stiftsbauten nach Plänen von Friedheim.
Ernst Friedheim heiratete 1899 Hedwig Lesser (1876–1964), eine Kaufmannstochter aus Stettin. Aus der Ehe gingen drei Töchter hervor: Paula (1899–1934), Ilse (1900–1990) und Käte (1904–1952). Vor dem 1905 von Friedheim entworfenen Haus Leinpfad 20 in Hamburg-Winterhude wurde 2021 ein Stolperstein verlegt, um Paula Jacobsons (geborene Friedheim) zu gedenken, die als Jüdin verfolgt wurde und sich 1934 das Leben nahm. Paula Jacobson war mit dem Hamburger Kaufmann Ernst John Martin Jacobson verheiratet, der mit den beiden Töchtern Ursula und Ellen und seiner zweiten Ehefrau Bertha 1938 in die Niederlande flüchtete. Ellen Jacobson und Bertha Jacobson-Lehmann wurden 1944 im KZ Stutthof ermordet. Den beiden jüngeren Töchtern von Ernst Friedheim gelang die Emigration nach Großbritannien.

## Bauten (Auswahl)

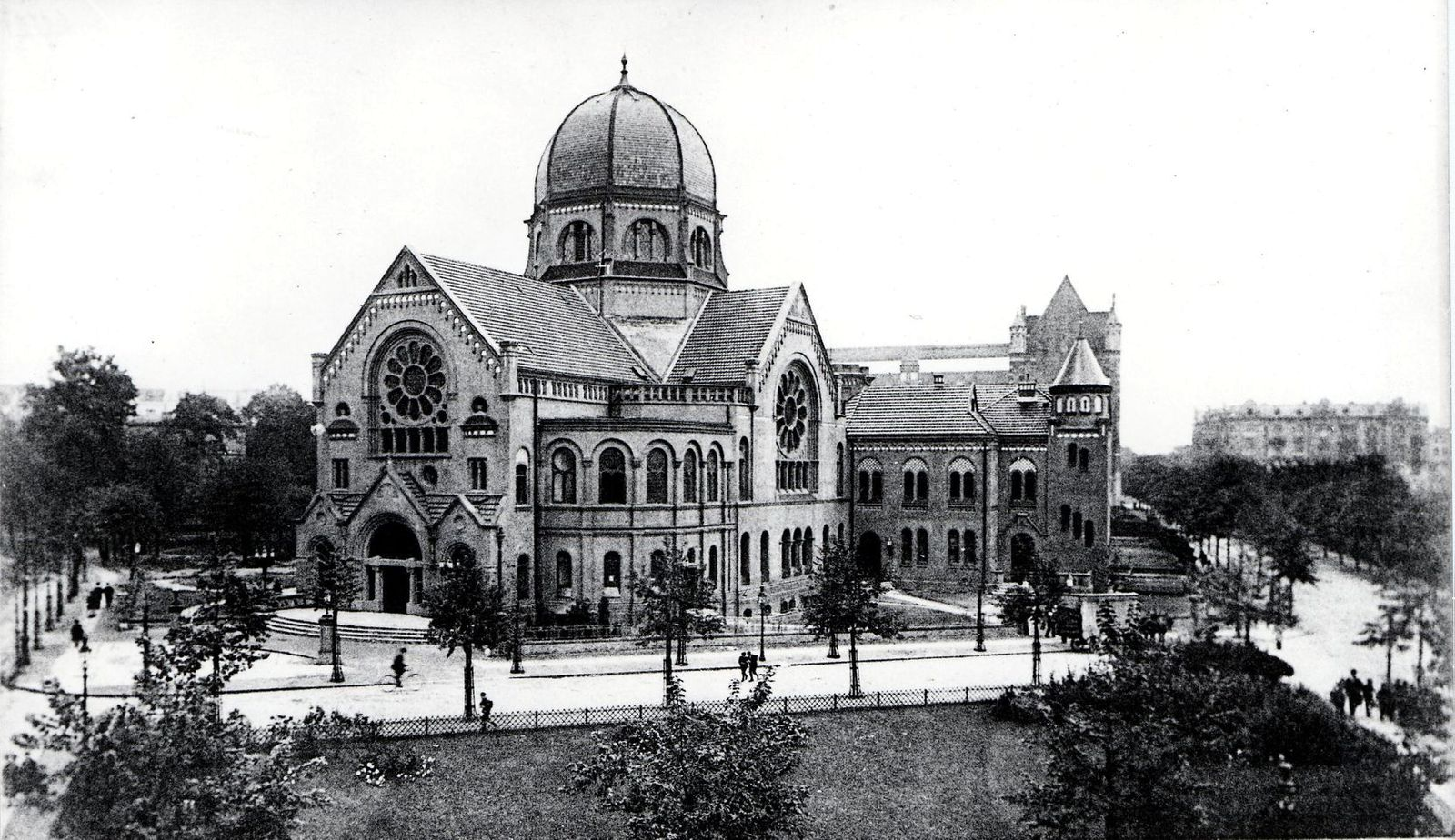
Bornplatzsynagoge, 1906

- 1898–1900: Erweiterungsbau des Altenhauses der Deutsch-Israelitischen Gemeinde in Hamburg-Rotherbaum, Sedanstraße 23 (heute Franziskus-Kolleg)[12]
- 1899–1900: Turnhalle und Zeichensaal der Israelitischen Töchterschule in Hamburg-St.-Pauli, Flora-Neumann-Straße 1
- 1904?: Versammlungssaal (Synagoge) im Gebäude Bieberstraße 4 in Hamburg-Rotherbaum, Sitz des Lernvereins „Mekor Chajim“ und der Israelitischen Höheren Mädchenschule (Lyzeum)
Das Gebäude existiert nicht mehr, auf dem Grundstück steht ein Studentenwohnheim (Amalie-Dietrich-Haus).
- 1904–1906: Bornplatzsynagoge in Hamburg-Rotherbaum (mit Semmy Engel; in den Novemberpogromen 1938 verwüstet und 1939 abgerissen)
- 1905: Einfamilienwohnhaus Leinpfad 20 in Hamburg-Winterhude
- 1907–1908: Oppenheimer-Stift in Hamburg-Eimsbüttel, Kielortallee 22–24
- 1909–1910: Selma-Anna-Otto-Heim (Erholungsheim) in Hamburg-Bergedorf, August-Bebel-Straße 210
- 1909–1911: Talmud-Tora-Schule in Hamburg-Rotherbaum
- 1912–1913: Kontorhaus „Caledonia-Haus“ (späteres Hammonia-Haus) in Hamburg-Altstadt, Mönckebergstraße 5
- 1912–1915: Julius-und-Betty-Ree-Stift in Hamburg-Eppendorf, Schedestraße 19–43
- 1914: Stiftsgebäude in Hamburg-Eimsbüttel, Bogenstraße 25/27